# پیر بینی
پیر بینی (انگلیسی: Pierre Bini; ۲ اوت ۱۹۲۳ – ۲۱ ژوئن ۱۹۹۱) بازیکن فوتبال، و سیاستمدار اهل فرانسه بود.
از باشگاه‌هایی که در آن بازی کرده‌است می‌توان به باشگاه فوتبال سن-اتین و باشگاه فوتبال استاد رنس اشاره کرد.